# Campeonato Uruguayo de Segunda División Amateur 2015-16
El Campeonato Uruguayo de Segunda División Amateur 2015-16 es la 44ª edición del torneo de tercera categoría del fútbol uruguayo, tomando en cuenta de forma continua desde la creación de la Primera "C" en 1972.
Son 13 los equipos que participan en esta temporada, uno más que la edición anterior, tras  el regreso de La Luz de Aires Puros y el descenso de Cerrito de la Segunda División 2014-15; por el otro lado Oriental ascendió por ser el último campeón a Segunda División Profesional.
El 21 de septiembre del 2015 se realizó en la Sala de Asambleas de la AUF el sorteo del calendario para el Campeonato Uruguayo 2015-2016.
Cerrito fue el campeón de todas las instancias (Apertura, Liguilla y Anual) consagrándose campeón absoluto de la divisional y logrando el rápido retorno al fútbol profesional.

## Equipos participantes

### Relevos temporada anterior
| Club    | Descendido como                |
| ------- | ------------------------------ |
| Cerrito | 15° Tabla del Descenso 2014-15 |

| Club   | Ascendido como |
| ------ | -------------- |
| La Luz | Reafiliado     |

| Club     | Ascendido como                           |
| -------- | ---------------------------------------- |
| Oriental | Campeón Segunda División Amateur 2014-15 |

| Club    | Descendido como |
| ------- | --------------- |
| No hubo |                 |

### Datos de los equipos
Notas: en esta edición participan cuatro clubes que jugaron en Primera División: Basáñez (dos temporadas), Cerrito (6 temporadas y gran animador de la divisional de privilegio cuando estuvo en la A) y Colón (una profesional, tres en la era amateur) participaron durante el profesionalismo; mientras que Albion lo hizo solamente en la era amateur (seis temporadas). De todos los equipos participantes solamente los jóvenes clubes de Potencia (esta será su sexta participación) y Los Halcones (segunda participación) aún no han podido jugar en una categoría superior.
|  | Club               |  | Ciudad     | Estadio              | Capacidad | Fundación               | Temp. 1° Div. | Temp. 3° Div. | Camp. 3° Div. | 2014/15   |
|  | ------------------ |  | ---------- | -------------------- | --------- | ----------------------- | ------------- | ------------- | ------------- | --------- |
|  | Albion             |  | Montevideo | Parque Lichtemberger | 2.000     | 1 de junio de 1891      | 6             | ?             | -             | 3°        |
|  | Alto Perú          |  | Montevideo | -                    | -         | 1 de mayo de 1940       | -             | ?             | -             | 7°        |
|  | Artigas            |  | Montevideo | -                    | -         | 8 de marzo de 1927      | -             | ?             | -             | 6°        |
|  | Basáñez            |  | Montevideo | La Bombonera         | 5.000     | 1 de abril de 1920      | 2             | ?             | 1             | 2°        |
|  | Cerrito            |  | Montevideo | Parque Maracaná      | 8.000     | 28 de octubre de 1929   | 6             | ?             | 2             | (2ºD) 15° |
|  | Colón              |  | Montevideo | Parque Suero         | 2.000     | 12 de marzo de 1907     | 4             | ?             | 2             | 12°       |
|  | La Luz             |  | Montevideo | Parque Luis Rivero   | 4.000     | 19 de abril de 1929     | -             | ?             | 4             | -         |
|  | Los Halcones       |  | Montevideo | -                    | -         | 20 de noviembre de 2013 | -             | ?             | -             | 11°       |
|  | Mar de Fondo       |  | Montevideo | -                    | -         | 25 de agosto de 1934    | -             | ?             | -             | 8°        |
|  | Platense           |  | Montevideo | -                    | -         | 1 de mayo de 1935       | -             | ?             | 3             | 10°       |
|  | Potencia           |  | Montevideo | -                    | -         | 13 de febrero de 2001   | -             | ?             | -             | 4°        |
|  | Salus              |  | Montevideo | Parque Salus         | 4.000     | 10 de abril de 1928     | -             | ?             | 2             | 9°        |
|  | Uruguay Montevideo |  | Montevideo | Parque ANCAP         | 3.000     | 5 de enero de 1921      | -             | ?             | 2             | 5°        |

Notas: Las fechas de fundación de los equipos son las declaradas por los propios clubes implicados. La columna "estadio" refleja los estadios habilitados para la disputa del campeonato, mientras que los clubes con guion (-) no tienen un escenario deportivo en condiciones.
Solamente Basáñez, Cerrito, Colón, Salus y Uruguay Montevideo poseen estadios utilizables, el resto juega sus partidos de local en cualquiera de esos 5 escenarios habilitados. Es posible que algunos partidos (especialmente los decisivos) se disputen en escenarios de mayor jerarquía (pertenecientes a clubes de categorías superiores).

## Sistema de disputa
La temporada tendrá dos fases: Torneo Apertura (Adrián Mussetti) y Liguilla (Pedro Rapallini). Del Apertura participarán las trece instituciones y se jugará a una rueda todos contra todos. La Liguilla la jugarán los cuatro mejores equipos del Torneo Apertura y se disputará en dos ruedas, todos contra todos, el próximo año. Paralelamente se confeccionará una tabla anual que sumará los puntos del Apertura y de la Liguilla.
Si el campeón de los dos torneos es la misma institución, automáticamente será Campeón Uruguayo y ascenderá a la Segunda División Profesional.
Si son dos clubes diferentes y uno de ellos obtiene además la tabla anual, se jugará una semifinal donde este último tendrá ventaja deportiva y ganando ese encuentro será Campeón. Si pierde, se jugarán dos finales más entre los mismos dos clubes.
Si los ganadores de los dos torneos son dos clubes diferentes y un tercero obtiene la tabla anual, este clasificará para las finales que las jugará con el ganador de una semifinal, a único partido, entre los campeones de las dos fases regulares.

## Apertura

### Fixture
| Albion             | 5:1 | Salus        | Parque Ancap | 26 de septiembre | 13:00 |     |
| Artigas            | 4:2 | La Luz       | Paladino     | 26 de septiembre | 13:00 |     |
| Platense           | 0:0 | Basáñez      | Parque Salus | 26 de septiembre | 13:00 |     |
| Los Halcones       | 0:1 | Mar de Fondo | Parque Salus | 26 de septiembre | 16:15 | VTV |
| Uruguay Montevideo | 1:0 | Colón        | Parque Ancap | 26 de septiembre | 16:15 |     |
| Potencia           | 0:1 | Cerrito      | Paladino     | 26 de septiembre | 16:15 |     |
| Libre: Alto Perú   |     |              |              |                  |       |     |

| La Luz        | 2:3 | Platense           | Parque Salus | 3 de octubre | 13:00 |
| Mar de Fondo  | 1:2 | Potencia           | Parque Suero | 3 de octubre | 13:00 |
| Basáñez       | 3:1 | Artigas            | La Bombonera | 3 de octubre | 15:30 |
| Cerrito       | 6:0 | Los Halcones       | Maracaná     | 3 de octubre | 15:30 |
| Colón         | 3:2 | Alto Perú          | Parque Suero | 3 de octubre | 16:15 |
| Salus         | 0:4 | Uruguay Montevideo | Parque Salus | 3 de octubre | 16:15 |
| Libre: Albion |     |                    |              |              |       |

| Platense            | 2:0 | Albion       | Parque Ancap | 10 de octubre | 13:00 |
| Potencia            | 6:1 | Artigas      | Maracaná     | 10 de octubre | 13:00 |
| La Luz              | 1:3 | Los Halcones | La Bombonera | 10 de octubre | 13:00 |
| Basáñez             | 1:0 | Salus        | La Bombonera | 10 de octubre | 16:15 |
| Cerrito             | 1:1 | Colón        | Maracaná     | 10 de octubre | 16:15 |
| Uruguay Montevideo  | 5:1 | Alto Perú    | Parque Ancap | 10 de octubre | 16:15 |
| Libre: Mar de Fondo |     |              |              |               |       |

| Colón              | 1:1 | Platense     | Paladino     | 17 de octubre | 13:00 |
| Alto Perú          | 1:2 | Salus        | Parque Ancap | 17 de octubre | 13:00 |
| Artigas            | 2:3 | Mar de Fondo | Parque Suero | 17 de octubre | 13:00 |
| Los Halcones       | 1:1 | Basáñez      | Parque Suero | 17 de octubre | 16:15 |
| Uruguay Montevideo | 0:2 | Cerrito      | Parque Ancap | 17 de octubre | 16:15 |
| Albion             | 0:2 | Potencia     | Paladino     | 17 de octubre | 16:15 |
| Libre: La Luz      |     |              |              |               |       |

| Mar de Fondo   | 1:1 | Albion             | Parque Suero | 25 de octubre | 13:00 |
| La Luz         | 0:0 | Uruguay Montevideo | La Bombonera | 25 de octubre | 13:00 |
| Alto Perú      | 1:2 | Platense           | Paladino     | 25 de octubre | 13:00 |
| Potencia       | 0:4 | Basáñez            | Paladino     | 25 de octubre | 16:15 |
| Salus          | 1:3 | Los Halcones       | La Bombonera | 25 de octubre | 16:15 |
| Colón          | 1:1 | Artigas            | Parque Suero | 25 de octubre | 16:15 |
| Libre: Cerrito |     |                    |              |               |       |

| Platense           | 0:3 | Mar de Fondo | Parque Ancap | 31 de octubre   | 13:00 |
| Los Halcones       | 1:1 | Alto Perú    | La Bombonera | 31 de octubre   | 13:00 |
| Basáñez            | 3:2 | Colón        | La Bombonera | 31 de octubre   | 16:15 |
| Uruguay Montevideo | 5:2 | Albion       | Parque Ancap | 31 de octubre   | 16:15 |
| Artigas            | 1:3 | Cerrito      | Paladino     | 1° de noviembre | 13:00 |
| Potencia           | 3:2 | La Luz       | Paladino     | 1° de noviembre | 16:15 |
| Libre: Salus       |     |              |              |                 |       |

| Albion          | 4:2 | La Luz             | Parque Ancap | 7 de noviembre | 13:00 |
| Artigas         | 1:3 | Salus              | Paladino     | 7 de noviembre | 13:00 |
| Colón           | 1:0 | Los Halcones       | La Bombonera | 7 de noviembre | 13:00 |
| Basáñez         | 2:3 | Cerrito            | La Bombonera | 7 de noviembre | 16:15 |
| Mar de Fondo    | 0:3 | Uruguay Montevideo | Paladino     | 7 de noviembre | 16:15 |
| Alto Perú       | 2:2 | Potencia           | Parque Ancap | 7 de noviembre | 16:15 |
| Libre: Platense |     |                    |              |                |       |

| Albion         | 5:2 | Artigas            | Parque Ancap | 14 de noviembre | 13:00 |
| La Luz         | 0:3 | Salus              | Maracaná     | 14 de noviembre | 13:00 |
| Los Halcones   | 1:2 | Uruguay Montevideo | Paladino     | 14 de noviembre | 13:00 |
| Potencia       | 1:0 | Platense           | Paladino     | 14 de noviembre | 16:15 |
| Cerrito        | 6:0 | Alto Perú          | Maracaná     | 14 de noviembre | 16:15 |
| Mar de Fondo   | 0:2 | Colón              | Parque Ancap | 14 de noviembre | 16:15 |
| Libre: Basáñez |     |                    |              |                 |       |

| La Luz                    | 0:3 | Mar de Fondo | La Bombonera | 21 de noviembre | 14:00 |
| Platense                  | 1:0 | Los Halcones | Parque Ancap | 21 de noviembre | 14:00 |
| Salus                     | 0:2 | Cerrito      | Paladino     | 21 de noviembre | 14:00 |
| Colón                     | 2:0 | Potencia     | Paladino     | 21 de noviembre | 17:15 |
| Artigas                   | 2:0 | Alto Perú    | Parque Ancap | 21 de noviembre | 17:15 |
| Basáñez                   | 6:2 | Albion       | La Bombonera | 21 de noviembre | 17:15 |
| Libre: Uruguay Montevideo |     |              |              |                 |       |

| Los Halcones | 4:4 | Artigas            | La Bombonera | 28 de noviembre | 14:00 |
| Alto Perú    | 2:2 | La Luz             | Maracaná     | 28 de noviembre | 14:00 |
| Cerrito      | 2:1 | Albion             | Maracaná     | 28 de noviembre | 17:15 |
| Basáñez      | 5:3 | Mar de Fondo       | La Bombonera | 28 de noviembre | 17:15 |
| Platense     | 1:1 | Uruguay Montevideo | Paladino     | 29 de noviembre | 10:00 |
| Potencia     | 0:2 | Salus              | Paladino     | 29 de noviembre | 13:15 |
| Libre: Colón |     |                    |              |                 |       |

| Cerrito         | 3:0 | Platense           | Palermo      | 2 de diciembre | 13:30 |
| Albion          | 0:2 | Los Halcones       | La Bombonera | 5 de diciembre | 9:00  |
| Mar de Fondo    | 1:3 | Salus              | Parque Ancap | 5 de diciembre | 9:00  |
| Colón           | 1:0 | La Luz             | Maracaná     | 5 de diciembre | 10:30 |
| Alto Perú       | 0:5 | Basáñez            | Parque Ancap | 5 de diciembre | 11:45 |
| Artigas         | 1:7 | Uruguay Montevideo | La Bombonera | 5 de diciembre | 11:45 |
| Libre: Potencia |     |                    |              |                |       |

| Salus              | 1:2 | Platense  | Parque Ancap | 12 de diciembre | 10:30 |
| Mar de Fondo       | 2:3 | Alto Perú | La Bombonera | 12 de diciembre | 10:30 |
| Colón              | 1:1 | Albion    | La Bombonera | 12 de diciembre | 14:00 |
| Los Halcones       | 2:1 | Potencia  | Parque Ancap | 12 de diciembre | 14:00 |
| Uruguay Montevideo | 0:2 | Basáñez   | Parque Ancap | 12 de diciembre | 17:15 |
| La Luz             | 0:3 | Cerrito   | La Bombonera | 12 de diciembre | 17:15 |
| Libre: Artigas     |     |           |              |                 |       |

| Alto Perú           | 3:4 | Albion             | N/A | N/A | N/A |
| Salus               | 0:3 | Colón              | N/A | N/A | N/A |
| Basáñez             | 8:0 | La Luz             | N/A | N/A | N/A |
| Platense            | 7:2 | Artigas            | N/A | N/A | N/A |
| Cerrito             | 3:0 | Mar de Fondo       | N/A | N/A | N/A |
| Potencia            | 1:3 | Uruguay Montevideo | N/A | N/A | N/A |
| Libre: Los Halcones |     |                    |     |     |     |

### Posiciones
| Pos                                                        | Equipo             | PJ | PG | PE | PP | GF | GC | Dif | Pts |
| ---------------------------------------------------------- | ------------------ | -- | -- | -- | -- | -- | -- | --- | --- |
| 1°                                                         | Cerrito            | 12 | 11 | 1  | 0  | 35 | 5  | +30 | 34  |
| 2°                                                         | Basáñez            | 12 | 9  | 2  | 1  | 40 | 12 | +28 | 29  |
| 3°                                                         | Uruguay Montevideo | 12 | 8  | 2  | 2  | 31 | 11 | +20 | 26  |
| 4°                                                         | Colón              | 12 | 6  | 4  | 2  | 18 | 10 | +8  | 22  |
| 5°                                                         | Platense           | 12 | 6  | 3  | 3  | 19 | 15 | -4  | 21  |
| 6°                                                         | Potencia           | 12 | 5  | 1  | 6  | 18 | 20 | -2  | 16  |
| 7°                                                         | Los Halcones       | 12 | 4  | 3  | 5  | 17 | 20 | -3  | 15  |
| 8°                                                         | Salus              | 12 | 5  | 0  | 7  | 16 | 23 | -7  | 15  |
| 9°                                                         | Albion             | 12 | 4  | 2  | 6  | 25 | 29 | -4  | 14  |
| 10°                                                        | Mar de Fondo       | 12 | 4  | 1  | 7  | 17 | 24 | -7  | 13  |
| 11°                                                        | Artigas            | 12 | 2  | 2  | 8  | 22 | 44 | -22 | 8   |
| 12°                                                        | Alto Perú          | 12 | 1  | 3  | 8  | 16 | 35 | -19 | 6   |
| 13°                                                        | La Luz             | 12 | 0  | 2  | 10 | 11 | 37 | -26 | 2   |
| Última actualización: 6 de diciembre de 2015 19:19 (GMT-3) |                    |    |    |    |    |    |    |     |     |

|  | |
|  | Ganador del Torneo Apertura, clasifica a la Liguilla y a la Final para el Ascenso a Segunda División. |
|  | Clasificado a la Liguilla para la Final.                                                              |

### Evolución de la clasificación
| Equipo             | 1  | 2  | 3  | 4  | 5  | 6  | 7  | 8  | 9  | 10 | 11 | 12 | 13 |
| ------------------ | -- | -- | -- | -- | -- | -- | -- | -- | -- | -- | -- | -- | -- |
| Albion             | 1  | 5  | 7  | 9  | 9  | 9  | 9  | 7  | 8  | 9  | 10 | 10 | 9  |
| Alto Perú          | 8  | 10 | 12 | 13 | 13 | 13 | 12 | 12 | 12 | 12 | 12 | 12 | 12 |
| Artigas            | 2  | 6  | 9  | 10 | 10 | 10 | 11 | 11 | 11 | 11 | 11 | 11 | 11 |
| Basáñez            | 6  | 3  | 4  | 5  | 1  | 1  | 3  | 4  | 3  | 3  | 3  | 2  | 2  |
| Cerrito            | 3  | 1  | 2  | 1  | 3  | 2  | 2  | 1  | 1  | 1  | 1  | 1  | 1  |
| Colón              | 9  | 7  | 6  | 7  | 8  | 8  | 7  | 5  | 5  | 5  | 4  | 4  | 4  |
| La Luz             | 12 | 11 | 11 | 12 | 12 | 12 | 13 | 13 | 13 | 13 | 13 | 13 | 13 |
| Los Halcones       | 9  | 12 | 10 | 8  | 7  | 7  | 8  | 10 | 10 | 10 | 9  | 7  | 7  |
| Mar de Fondo       | 3  | 8  | 8  | 6  | 6  | 6  | 6  | 8  | 7  | 7  | 8  | 9  | 10 |
| Platense           | 6  | 4  | 3  | 4  | 2  | 5  | 5  | 6  | 6  | 6  | 6  | 5  | 5  |
| Potencia           | 9  | 8  | 5  | 2  | 5  | 4  | 4  | 3  | 4  | 4  | 5  | 6  | 6  |
| Salus              | 13 | 13 | 13 | 11 | 11 | 11 | 10 | 9  | 9  | 8  | 7  | 8  | 8  |
| Uruguay Montevideo | 3  | 2  | 1  | 2  | 4  | 3  | 1  | 2  | 2  | 2  | 2  | 3  | 3  |

## Liguilla

### Fixture
| Cerrito | 0:0 | Uruguay Montevideo | N/A | N/A | N/A |
| Colón   | 1:2 | Basañez            | N/A | N/A | N/A |

| Cerrito            | 1:0 | Colón   | N/A | N/A | N/A |
| Uruguay Montevideo | 0:0 | Basañez | N/A | N/A | N/A |

| Cerrito            | 1:0 | Basañez | N/A | N/A | N/A |
| Uruguay Montevideo | 2:1 | Colón   | N/A | N/A | N/A |

| Uruguay Montevideo | 0:0 | Cerrito | N/A | N/A | N/A |
| Basañez            | 1:1 | Colón   | N/A | N/A | N/A |

| Colón   | 1:3 | Cerrito            | N/A | N/A | N/A |
| Basañez | 3:3 | Uruguay Montevideo | N/A | N/A | N/A |

| Uruguay Montevideo | 3:3 | Colón   | N/A | N/A | N/A |
| Cerrito            | 0:0 | Basañez | N/A | N/A | N/A |

### Posiciones de la Liguilla
| Pos                                                          | Equipo             | PJ | PG | PE | PP | GF | GC | Dif | Pts |
| ------------------------------------------------------------ | ------------------ | -- | -- | -- | -- | -- | -- | --- | --- |
| 1°                                                           | Cerrito            | 6  | 3  | 3  | 0  | 5  | 1  | +4  | 12  |
| 2°                                                           | Uruguay Montevideo | 6  | 1  | 5  | 0  | 8  | 7  | +1  | 8   |
| 3°                                                           | Basañez            | 6  | 1  | 4  | 1  | 6  | 6  | 0   | 7   |
| 4°                                                           | Colón              | 6  | 0  | 2  | 4  | 7  | 12 | -5  | 2   |
| Última actualización: 26 de septiembre de 2015 16:57 (GMT-3) |                    |    |    |    |    |    |    |     |     |

|  |                                                                                      |
|  | Ganador de la Liguilla, clasifica a la Semifinal para el Ascenso a Segunda División. |

### Evolución de la clasificación
| Equipo             | 1 | 2 | 3 | 4 | 5 | 6 |
| ------------------ | - | - | - | - | - | - |
| Cerrito            | 2 | 2 | 1 | 1 | 1 | 1 |
| Basáñez            | 1 | 1 | 3 | 3 | 3 | 3 |
| Uruguay Montevideo | 3 | 3 | 2 | 2 | 2 | 2 |
| Colón              | 4 | 4 | 4 | 4 | 4 | 4 |

## Tabla Anual
| Pos                                                          | Equipo             | PJ | PG | PE | PP | GF | GC | Dif | Pts |
| ------------------------------------------------------------ | ------------------ | -- | -- | -- | -- | -- | -- | --- | --- |
| 1°                                                           | Cerrito            | 18 | 14 | 4  | 0  | 40 | 6  | +34 | 46  |
| 2°                                                           | Uruguay Montevideo | 18 | 10 | 7  | 1  | 39 | 18 | +21 | 37  |
| 3°                                                           | Basáñez            | 18 | 10 | 6  | 2  | 46 | 18 | +28 | 36  |
| 4°                                                           | Colón              | 18 | 6  | 6  | 6  | 25 | 22 | +3  | 24  |
| Última actualización: 26 de septiembre de 2015 16:59 (GMT-3) |                    |    |    |    |    |    |    |     |     |

|  |                                                                                     |
|  | Ganador de la Tabla Anual, clasifica a la Final para el Ascenso a Segunda División. |

## Finales
|  | Semifinal                  | Semifinal |  |  | Final                         |   |   |
|  |                            |           |  |  |                               |   |   |
|  |                            |           |  |  |                               |   |   |
|  | Cerrito (ganador Apertura) |           |  |  |                               |   |   |
|  | Cerrito (ganador Liguilla) |           |  |  |                               |   |   |
|  |                            |           |  |  |                               |   |   |
|  |                            |           |  |  | Cerrito (ganador semifinal)   | - | - |
|  |                            |           |  |  | Cerrito (ganador Tabla Anual) | - | - |
|  |                            |           |  |  |                               |   |   |

|                                                                         |
| Uruguay                                                                 |
| Campeón Uruguayo de Segunda División Amateur 2015-16 Cerrito 3er título |

## Premiaciones post- torneo
Se realizó la entrega de premios el 8 de julio de 2016.
- Goleadores “Trofeo Carlos Aguilera”:  Sebastián Donnangelo (Basañez) y William Perera (Alto Perú) ambos con 12 anotaciones

- Valla menos vencida “Jorge Rodríguez”:  Enzo Trillas (Cerrito)